# Gesnerioideae
Gesnerioideae es una subfamilia perteneciente a la familia Gesneriaceae.  Las Gesnerioideas son un clado de plantas herbáceas, arbustos o más raramente pequeños árboles; contiene 75 géneros y más de 1200 especies y se encuentran distribuidas exclusivamente en los neotrópicos. Datación molecular y reconstrucciones biogeográficas han estimado un origen de  Gesnerioideae en Sudamérica durante el Oligoceno Temprano, con una expansión de rango rápida en regiones más neotropicales; 
Las especies en esta subfamilia exhiben una gran diversidad de morfología floral asociada a adaptaciones repetidas a diferentes polinizadores, como colibríes, abejas y murciélagos.1 

## Tribus
Tiene las siguientes tribus:
- Beslerieae - Episcieae - Gesnerieae - Gloxinieae - Napeantheae